# Њуингтон (Конектикат)
Њуингтон (енгл. Newington) насељено је место без административног статуса у америчкој савезној држави Конектикат.

## Демографија
По попису из 2010. године број становника је 30.562, што је 1.256 (4,3%) становника више него 2000. године.
| Група             | 2000.          | 2010.          |
| Белци             | 26.476 (90,3%) | 25.021 (81,9%) |
| Афроамериканци    | 609 (2,1%)     | 1.075 (3,5%)   |
| Азијати           | 824 (2,8%)     | 1.736 (5,7%)   |
| Хиспаноамериканци | 1.079 (3,7%)   | 2.308 (7,6%)   |
| Укупно            | 29.306         | 30.562         |